# Ness Lake
Ness Lake är en sjö i Kanada.   Den ligger i provinsen British Columbia, i den centrala delen av landet, 3 500 km väster om huvudstaden Ottawa. Ness Lake ligger 774 meter över havet.
I omgivningarna runt Ness Lake växer i huvudsak blandskog. Trakten runt Ness Lake är nära nog obefolkad, med mindre än två invånare per kvadratkilometer.